# The Piper at the Gates of Dawn
The Piper at the Gates of Dawn je debitantski album skupine Pink Floyd, izdan leta 1967, po mnenju mnogih njihov najboljši in edini, ki je nastal pod vodstvom Syda Barretta, čeprav je sodeloval tudi na naslednjem albumu. Pesmi šaljivo govorijo o strašilih, škratih, kolesih, pravljicah in jih zaznamuje instrumentalna psihedelična glasba. Posnet je bil pri Abbey Road Studios sočasno z Sgt. Pepper's Lonely Hearts Club Band skupine The Beatles.
Gramofonska plošča (v mono tehniki) je bila izdana 5. avgusta 1967, naslednji mesec pa je bila izdana še v stereo tehniki. Zasedla je šesto mesto na britanskih lestvicah ter 131. mesto na lesticah ZDA. Ameriška izdaja je bila prikrajšana za pesmi »Astronomy Domine«, »Flaming« in »Bike«, angleška pa za »See Emily Play«. CD verzija je bila prvič izdana leta 1987 in ponovno izdana 1994 z digitalno obdelanim zvokom v stereo tehniki. Tri leta pozneje je založba EMI izdala še album v mono tehniki in v ovitku s 3-D naslovnico.
Naslov albuma izhaja iz naslova sedmega poglavja The Wind in the Willows Kennetha Grahama, kjer vodna podgana in krt med iskanjem izgubljene živali doživita duhovno izkušnjo (»To je kraj mojih sanj, kraj, kjer mi je igrala glasba« je v transu šepetala podgana »Tu, na tem svetem kraju, če že kje, Ga bova našla.« — »This is the place of my song-dream, the place the music played to me,« whispered the Rat, as if in a trance. »Here, in this holy place, here if anywhere, surely we shall find Him!«). Naslovnico je fotografiral in oblikoval Vic Singh, za razliko do naslednjih albumov Pink Floyd.
Leta 2003 je album zasedel 347. mesto na Seznamu petstotih najboljših albumov vseh časov po reviji Rolling Stone.

## Seznam pesmi

### Britanska izdaja
1. »Astronomy Domine« – 4:12
2. »Lucifer Sam« – 3:07
3. »Matilda Mother« – 3:08
4. »Flaming« – 2:46
5. »Pow R. Toc H.« (Barrett/Waters/Wright/Mason) – 4:26 (see Toc H)
6. »Take Up Thy Stethoscope and Walk« (Waters) – 3:05
7. »Interstellar Overdrive« (Barrett/Waters/Wright/Mason) – 9:41
8. »The Gnome« – 2:13
9. »Chapter 24« – 3:42
10. »The Scarecrow« – 2:11
11. »Bike« – 3:21

### Ameriška izdaja
1. »See Emily Play« – 2:53
2. »Pow R. Toc H.« (Barrett/Waters/Wright/Mason) – 4:26
3. »Take Up Thy Stethoscope and Walk« (Waters) – 3:05
4. »Lucifer Sam« – 3:07
5. »Matilda Mother« – 3:08
6. »The Scarecrow« – 2:11
7. »The Gnome« – 2:13
8. »Chapter 24« – 3:42
9. »Interstellar Overdrive« (Barrett/Waters/Wright/Mason) – 9:41

## Zasedba

### Pink Floyd
- Syd Barrett - vokal, kitara
- Roger Waters - bas kitara, vokal
- Richard Wright - klavir,orgle, vokal
- Nick Mason - bobni

### Ostali
- Norman Smith - producent
- Peter Brown - inženir
- Vic Singh - oblikovanje naslovnice